# Entintat

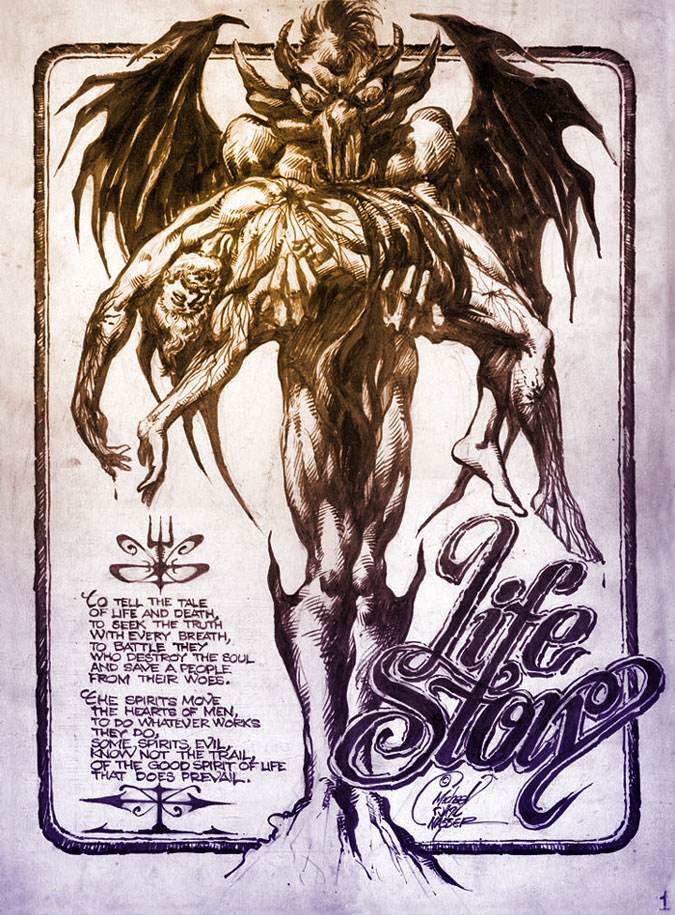
Original de Michael Netzer

L'entintat és una part del procés d'algunes arts gràfiques que consistix a afegir una tinta en un suport, siga físic com el paper de dibuix o la matriu de gravat, o la interfície en el cas de l'art digital.

## Entintador de còmic
En l'àmbit del còmic, l'entintat és un procés de refinat de l'esbós: encara que sovint es considera l'acció com «repassar», l'entintat ajuda a destacar alguns traços, reforça la perspectiva i facilita l'acolorit dels dibuixos:
dins del procés artesanal d'execució d'un còmic, l'entintador és la «persona especialitzada a passar a tinta un dibuix»;
això és més habitual en els còmics nord-americans de periodicitat mensual de les sèries, en les quals l'especialització dels creadors en cada una de les funcions agilita els terminis; a més, l'entintat corrig defectes del dibuix que hagen passat desapercebuts.
Entre els entintadors nord-americans més reconeguts hi ha Chic Stone, Joe Sinnott, Wally Wood, Tom Palmer, Murphy Anderson, Frank Giacoia, Dick Ayers, John Severin, i Al Milgrom entre d'altres.

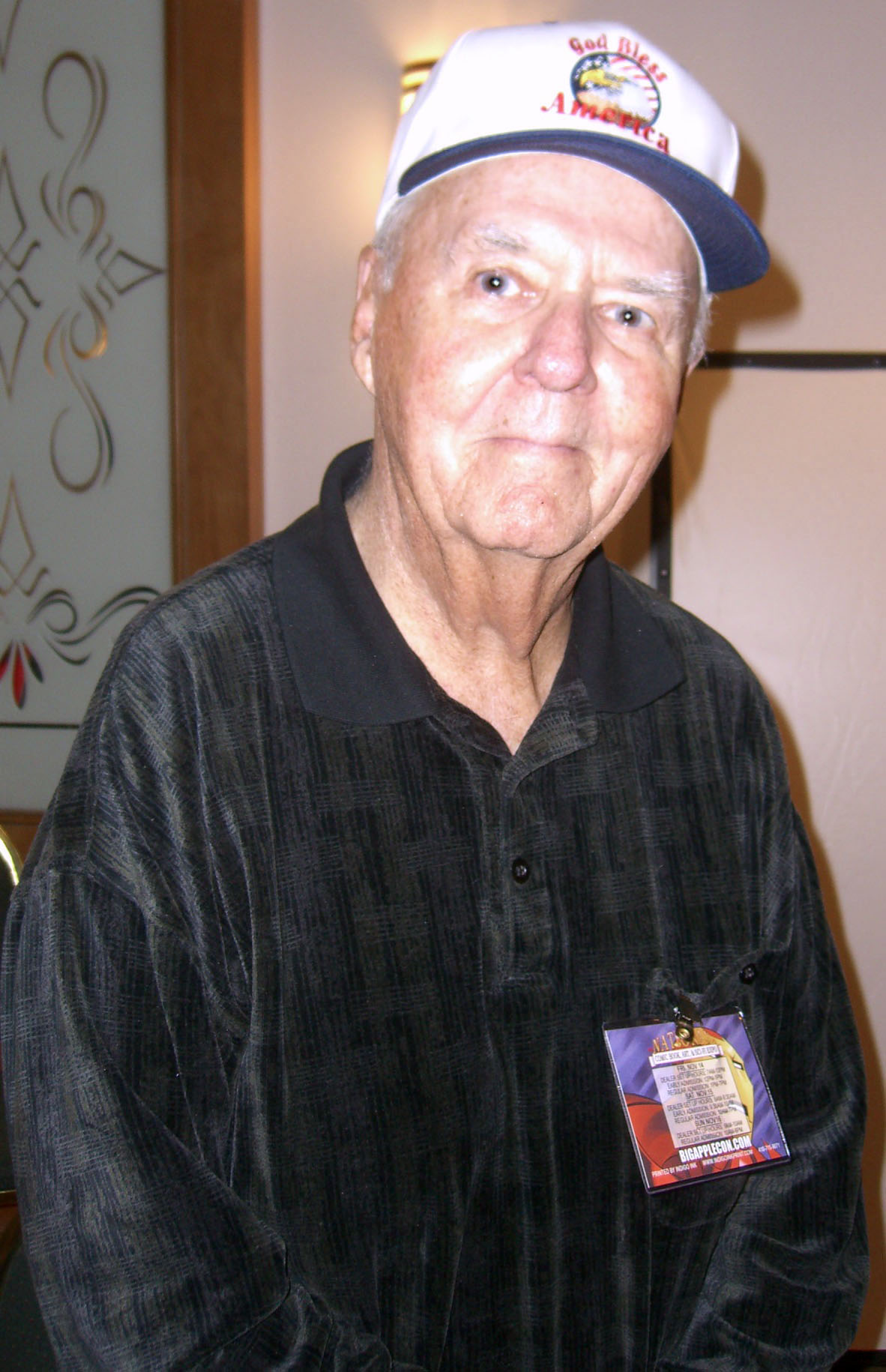
Joe Sinnott, 2008
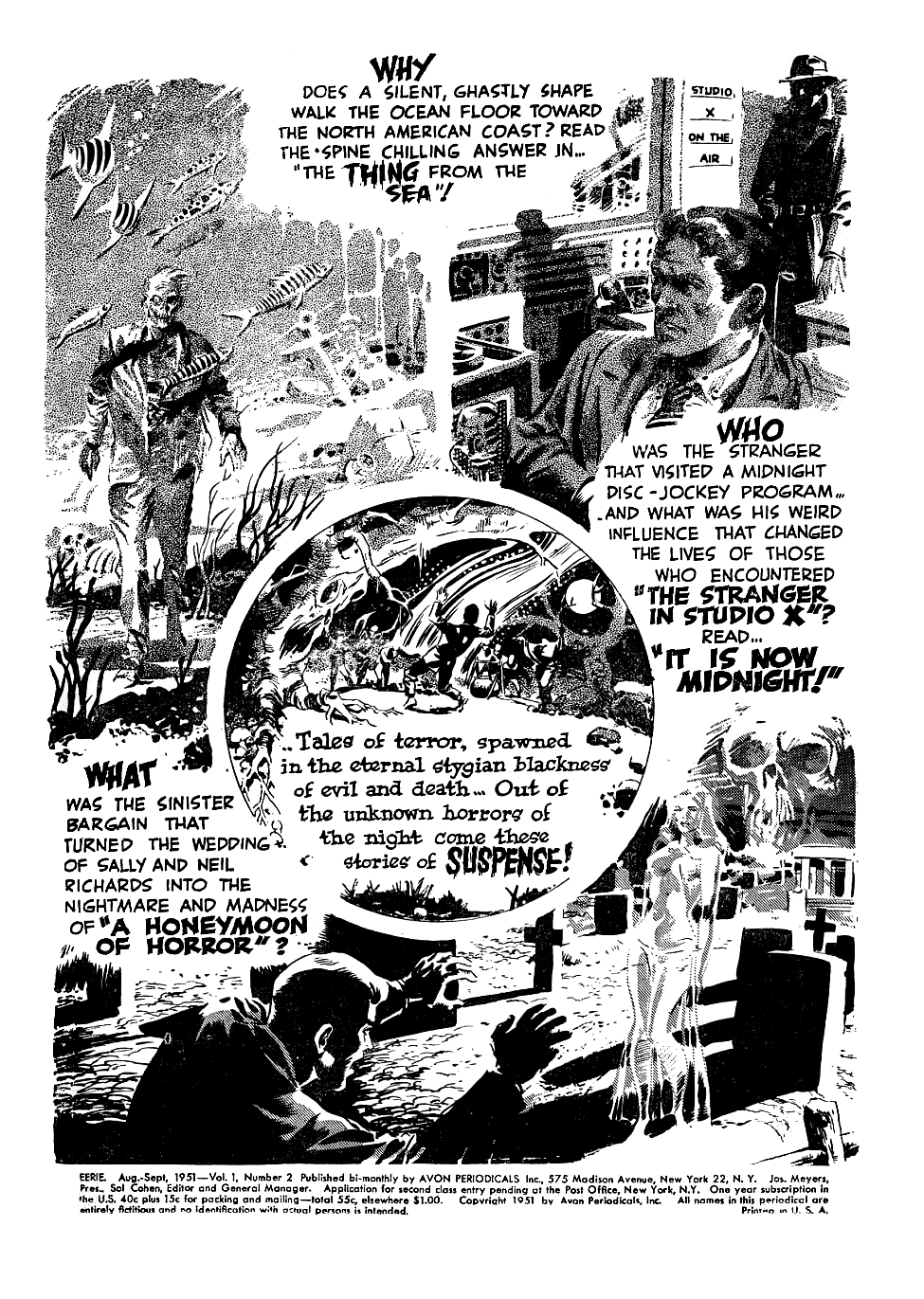
Planxa de Wally Wood
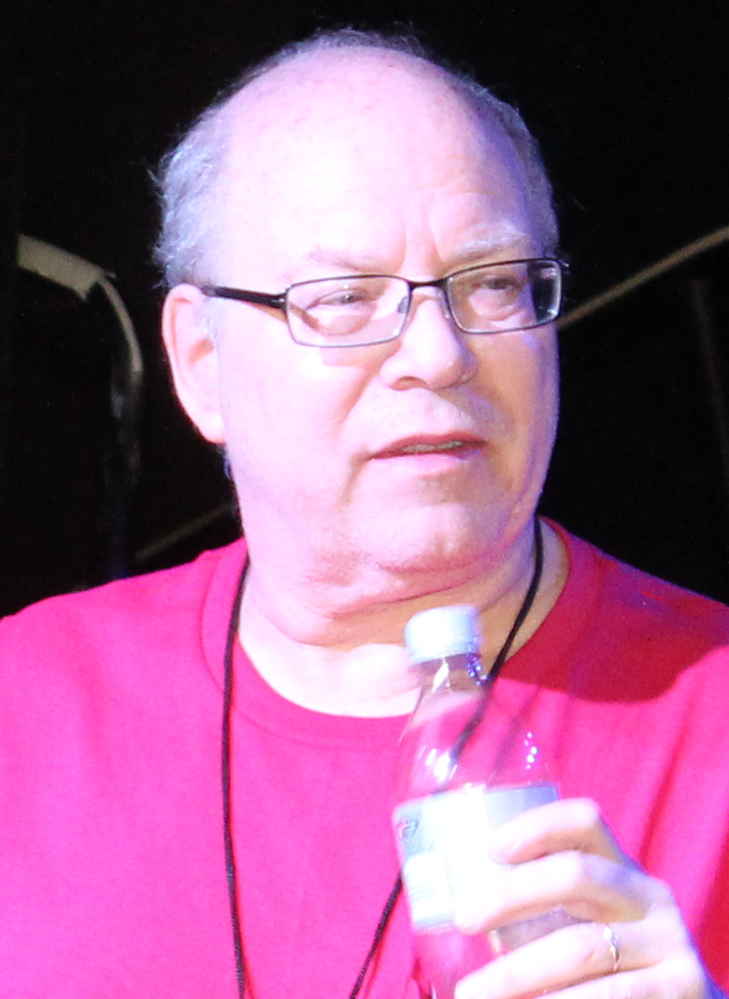
Al Milgrom, 2014